# Proiettili (ti mangio il cuore)
Proiettili (ti mangio il cuore) è un singolo delle cantanti italiane Elodie e Joan Thiele, pubblicato il 16 settembre 2022 come quarto estratto dal quarto album in studio OK. Respira di Elodie.
Il brano fa parte della colonna sonora del film Ti mangio il cuore diretto da Pippo Mezzapesa e presentato alla 79ª Mostra internazionale d'arte cinematografica di Venezia. Nel 2023 il brano ha vinto il premio David di Donatello come migliore canzone originale.

## Descrizione
Il brano è stato scritto dalle due cantanti insieme a Elisa e Emanuele Triglia, quest'ultimo produttore dello stesso insieme a Joan Thiele; si tratta inoltre della terza collaborazione autoriale tra Elodie ed Elisa dopo Vertigine e Bagno a mezzanotte.

## Accoglienza
Billboard Italia riporta che il brano aderisce alle tematiche del film, scrivendo che si tratti di «un brano oscuro e straziato; [...] riecheggia le tinte fosche e sanguinarie del film» associandolo alla raccolta poetica Verrà la morte e avrà i tuoi occhi di Cesare Pavese.
Fabio Fiume, recensendo il brano per All Music Italia, assegna un punteggio di 7,5 su 10. Fiume si sofferma sulle sonorità del brano, trovandole «rock/blueseggianti che gioca di melodia ariosa», interpretate tuttavia «in maniera più chiusa, crepuscolare» dalle due artiste, trovando «interessante l’ascolto».

## Video musicale
Il video, reso disponibile in concomitanza con il lancio del singolo, è stato diretto da Roberto Ortu e filmato presso le saline di Margherita di Savoia in Puglia.
In esso appaiono anche brevi scene tratte dal film Ti mangio il cuore (2022), diretto da Pippo Mezzapesa.

## Tracce
Testi e musiche di Elodie, Joan Thiele, Elisa Toffoli e Emanuele Triglia, eccetto dove indicato.
Download digitale
1. Proiettili (ti mangio il cuore) – 4:22

7"
- Lato A

1. Proiettili (ti mangio il cuore) – 4:22

- Lato B

1. Niente canzoni d'amore (VEVO Live) (Fabio Rizzo, Federica Abbate, Piermarco Gianotti) – originariamente interpretata da Marracash

## Formazione
Hanno partecipato alle registrazioni, secondo le note di copertina:
- Elodie – voce
- Joan Thiele – voce, chitarra, produzione
- Giulia Gentile – strumenti ad arco
- Emanuele Triglia – produzione
- Jesse Germanò – missaggio
- Matt Colton – mastering
- Sara Sabatino – fotografia

## Riconoscimenti
- David di Donatello
  - 2023 – Migliore canzone originale[11]
- Nastro d'argento
  - 2023 – Candidatura alla migliore canzone originale[12]